# Planta de Bayer de La Felguera

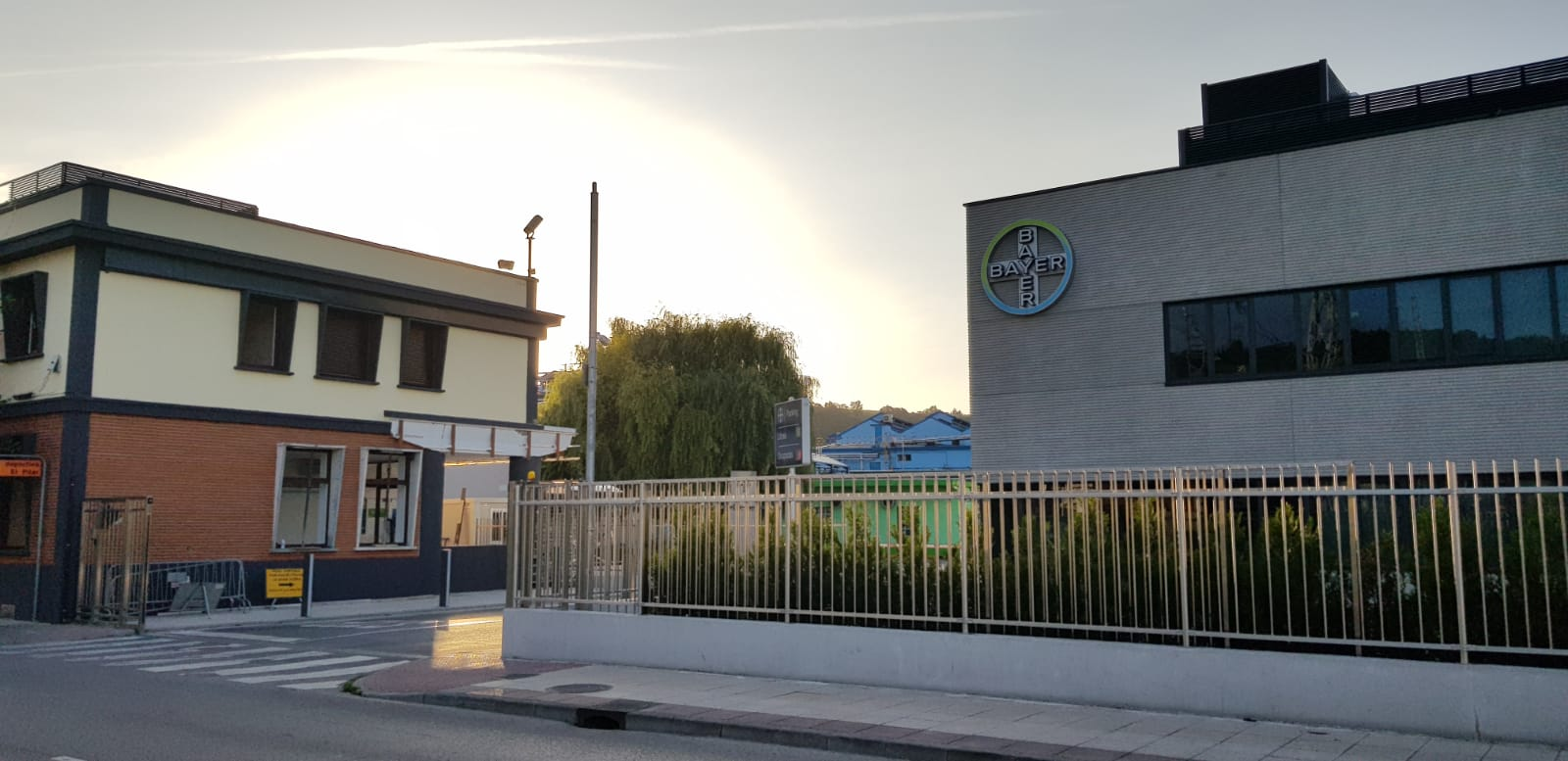
Entrada a la actual Bayer

La planta de Bayer de La Felguera es un centro de producción de la empresa española Hispania Bayer S.L., filial de la farmacéutica Bayer, ubicado en el municipio asturiano de Langreo (España). 
Actualmente concentra el 100% de la producción mundial de ácido acetilsalicílico de la empresa alemana.

## Historia
Tiene su origen en la empresa  PROQUISA (Productos Químicos Sintéticos Sociedad Anónima), constituida en 1942 en Langreo para aprovechar el gas de los Altos Hornos Duro Felguera. Ante la congestión industrial de La Felguera, la fábrica se construye al otro lado del río Nalón, en Lada. Comienza a producir benzol bruto, fenol, ácido y anhídrido acético. Tras la Segunda Guerra Mundial y la puesta en venta de empresas alemanas, PROQUISA adquiere la firma española de Bayer. En 1952, entre otras innovaciones, comienza a producir ácido acetilsalicílico, fabricando al año unas 90 toneladas. El encapsulado se realizaba y realiza en Barcelona. Fue la primera vez en España que se fabricó el conocido principio activo de la Aspirina. En 1969 Bayer ya puede comprar Proquisa a través de sus filiales y en los años 80 se integra por completo en el Grupo Bayer.
Debido a que en ese momento Lada formaba parte del distrito postal de La Felguera, y debido a la importancia industrial y demográfica de esta villa, Bayer denominó a la fábrica Planta de La Felguera, aunque se encontrase ubicada ya en la parroquia de Lada. Esta denominación es oficial y habitual hoy en día.
En el Museo de la Siderurgia de Asturias se encuentra el Espacio Bayer, donde se repasa la historia de la aspirina y de la factoría local.

## Actual Bayer

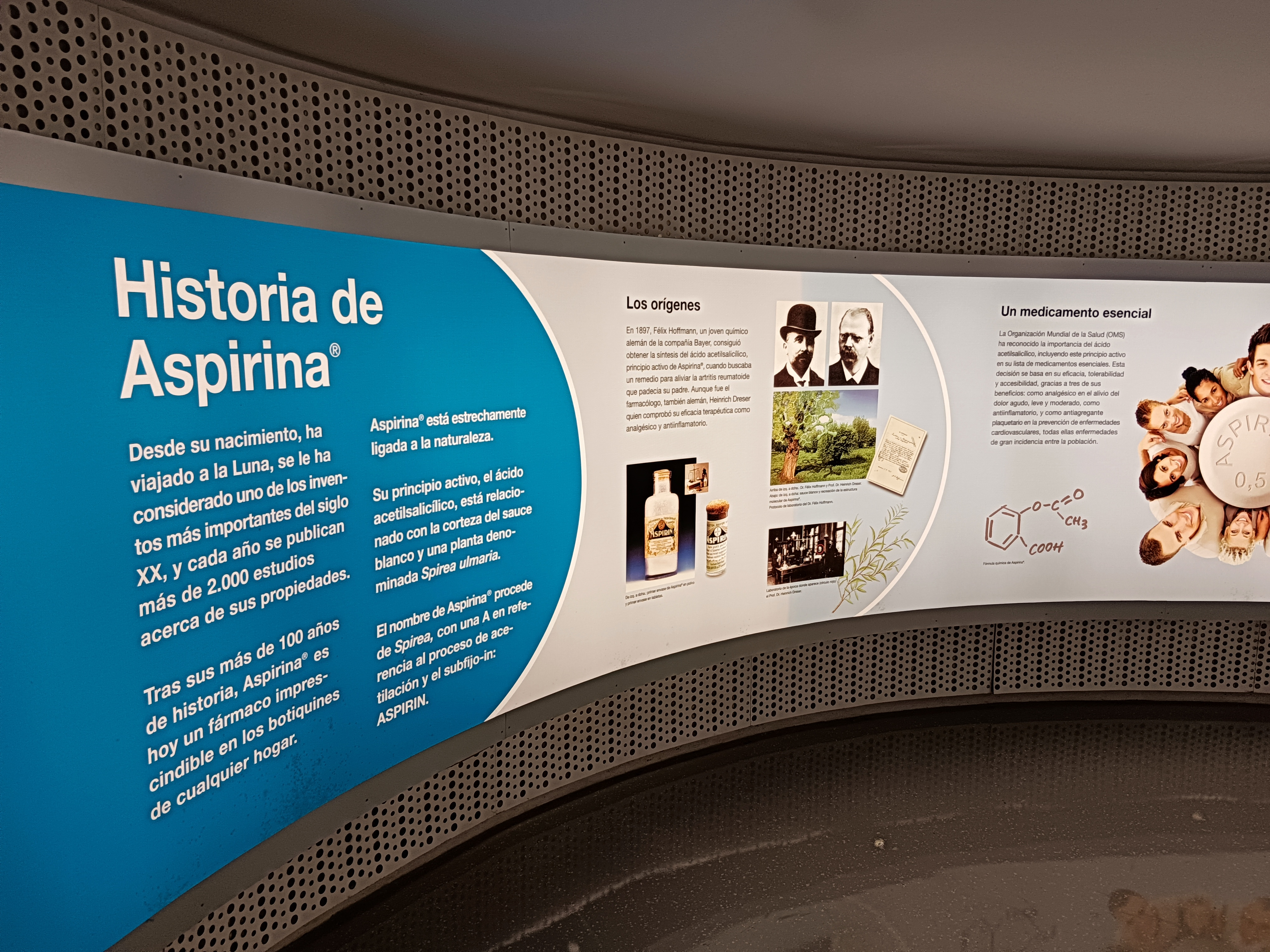
Espacio Bayer en el Musi de La Felguera

Progresivamente Bayer ha ido especializando su planta langreana en la producción del principio básico de la Aspirina, aunque se fabrican también otros productos farmacéuticos comercializados a nivel mundial. A pesar del fin de la siderurgia en la zona en los años 80 y la desindustrialización, Bayer ha permanecido en Langreo, modernizado las instalaciones y consolidado la producción. Desde 2013 el 100% del acetilsalicílico mundial se produce aquí.
En 2022, coincidiendo con el 80 aniversario de la planta, se colocaron 80 árboles en las instalaciones y se anunció una nueva inversión para la fabricación de más principios activos y productos.